# Grand Prix Drivers' Association
La Grand Prix Drivers' Association (spesso abbreviato con GPDA) è un'unione tra i piloti di Formula 1.

## Storia
Fondata nel maggio del 1961, la GPDA è stata attiva nel corso degli anni '60 e '70; anche ai tempi l'obiettivo primario dell'unione era quello di migliorare e mantenere gli standard di sicurezza. 
Il primo presidente fu Stirling Moss ed i suoi principali obiettivi furono quelli di ottenere la rappresentanza del CS, ovvero del Comitato Sportivo Internazionale della Fia, ai tempi organo dedicato al migliorare gli standard di sicurezza, per i piloti e per gli spettatori.
Dopo il ritiro di Moss dallo sport nel 1963, fu sostituito da Jo Bonnier.
Nonostante la scarsa importanza di questo periodo nella storia della GPDA, sotto l'impulso successivo di Jackie Stewart, i piloti iniziarono a farsi sentire, nella seconda metà degli anni '60.
Le loro rivendicazioni portarono all'annullamento del Gran Premio del Belgio nel 1969, per la pericolosità del circuito di Spa-Francorchamps ed allo spostamento del Gran Premio di Germania 1970 dal pericoloso Nürburgring all'Hockenheimring, inoltre l'azione dei piloti portò alla realizzazione di circuiti più sicuri come il Circuito Paul Ricard che Stewart, giudicò come un esempio per gli altri tracciati. Tuttavia, mentre il gran premio tedesco si trasferì su altri percorsi fino a successive modifiche negli anni '80, quello di Spa non fu modificato; il gran premio tedesco tornò al Nürburgring e solo dopo l'incidente di Niki Lauda nel 1976 fu definitivamente abbandonato.

All'inizio della stagione 1982 l'associazione si oppose al progetto della FISA di creare una superlicenza per i piloti, obbligatoria per partecipare al campionato mondiale di Formula 1, che ne doveva limitare la libertà contrattuale. Questo progetto, venuto alla luce nell'inverno 1981-1982, dovette essere abbandonato in seguito allo sciopero dei piloti al Gran Premio del Sudafrica 1982, gara inaugurale della stagione. Nonostante le pressioni della FISA e delle scuderie, i piloti, capeggiati da Didier Pironi, leader della GPDA, accettarono di correre solo dopo la garanzia del ritiro della proposta.
Dopo questa vittoria Pironi propose di allargare l'associazione a tutti i piloti professionisti cambiandone anche il nome in PRDA (Professional Racer Drivers' Association).

Ma l'incidente che in quella stagione pose fine alla sua carriera fece abortire il progetto e mancando un punto di riferimento l'associazione si avviò a essere sempre meno influente fino al suo scioglimento.
La GPDA fu riformata nel weekend del Gran Premio di Monaco 1994, dopo le morti di Ayrton Senna e Roland Ratzenberger e dallo spaventoso incidente di Rubens Barrichello, durante il tragico Gran Premio di San Marino 1994 di due settimane prima.
Nel 1996 l'associazione divenne una società, denominata Grand Prix Drivers Association Ltd. Per la prima volta, l'associazione aveva una costituzione formale ed un ufficio permanente a Monaco.

## Membri e capi
Diventare membro nella GPDA non è obbligatorio. Al 2009 tutti i piloti, ad eccezione di Kimi Räikkönen, erano membri.
I membri votano per decidere il loro capo (leader). Attualmente come direttori della Grand Prix Drivers' Association ci sono il pilota in attività del team Mercedes-AMG Petronas  Formula 1 George Russell,e il pilota in attività del team Williams Racing Carlos Sainz jr., come vice la consulente legale Anastasia Fowle e l'ex pilota Alexander Wurz, che ricopre il ruolo di presidente.
| Presidente         | Anni in carica       |
| ------------------ | -------------------- |
| Stirling Moss      | 1961–1963            |
| Jo Bonnier         | 1963–1971            |
| Jackie Stewart     | 1972–1978            |
| Jody Scheckter     | 1979–1980            |
| Didier Pironi      | 1980–1982            |
| GPDA sciolta       | 1982–1994            |
| Michael Schumacher | 1994–2005            |
| David Coulthard    | 2005–2006            |
| Ralf Schumacher    | 2006–2008            |
| Pedro de la Rosa   | 2008–2010, 2012–2014 |
| Nick Heidfeld      | 2010                 |
| Rubens Barrichello | 2010–2012            |
| Alexander Wurz     | 2014–presente        |

### Elenco dei Direttori
| Direttore          | Anni in carica          | Come Presidente     |
| ------------------ | ----------------------- | ------------------- |
| Michael Schumacher | 1996–2005               | 1996–2005           |
| Gerhard Berger     | 1996                    |                     |
| Martin Brundle     | 1996                    |                     |
| Damon Hill         | 1996–1998               |                     |
| David Coulthard    | 1996–2006               | 2005–2006           |
| Alexander Wurz     | 1998–2001 2014–presente | 2014–presente       |
| Jarno Trulli       | 2001–2006               |                     |
| Mark Webber        | 2003–2005 2006–2010     |                     |
| Ralf Schumacher    | 2006–2007               | 2006–2008           |
| Fernando Alonso    | 2006–2010               |                     |
| Pedro de la Rosa   | 2008–2010 2012–2014     | 2008–2010 2012–2014 |
| Nick Heidfeld      | 2010                    | 2010                |
| Felipe Massa       | 2010–2013               |                     |
| Sebastian Vettel   | 2010–2025               |                     |
| Rubens Barrichello | 2010–2011               | 2010–2011           |
| Jenson Button      | 2013–2017               |                     |
| Romain Grosjean    | 2017–2020               |                     |
| George Russell     | 2021–presente           |                     |
| Carlos Sainz jr.   | 2025–presente           |                     |
| Anastasia Fowle    | 2021–presente           |                     |